# Samcheong-dong
Samcheong-dong (koreanska: 삼청동) är en stadsdel i stadsdistriktet Jongno-gu i Sydkoreas huvudstad Seoul. 